# Diego Gabriel Raimondi
Diego Gabriel Raimondi (Olavarría, Argentina, 27 de septiembre de 1977) es un exfutbolista y entrenador argentino. Como jugador desarrolló la mayor parte de su carrera en el fútbol de Italia. Actualmente es el director técnico del América de Cali de la Categoría Primera A de Colombia.
En octubre de 2022 obtuvo su licencia UEFA Pro, el nivel más alto de formación para un entrenador.

## Dato
Diego, tiene vigente el récord de ser el argentino con mayor cantidad de partidos jugados en la historia del Pisa (superando, entre otros, a su compatriota Diego Simeone, actual entrenador de Atlético Madrid de España) y de ser uno de los pocos jugadores que ha logrado cuatro ascensos consecutivos en ese país.

## Trayectoria como jugador
Su carrera profesional comenzó en la segunda división argentina, donde vistió la camiseta del Club Atlético Atlanta en la temporada 1999-2000, participando en 27 partidos, anotando un gol. Al año siguiente fue fichado por el Deportivo Italchacao. club que participaba en la primera división venezolana.
En 2001 se trasladó a Italia al Casarano, donde en dos temporadas participó en 42 partidos del campeonato de la Serie D, anotando un gol. En el verano de 2003 se trasladó a Gallipoli del presidente Vincenzo Barba. Con los giallorossi de Salento ganó un triple ascenso de la Eccellenza a la Serie C2 en tres años. Dejó el Gallipoli en 2006 después de un total de 81 apariciones en partidos de liga. En el verano de 2006, de hecho, fue fichado por el Pisa, con el que jugó en la Serie C1. En su primera temporada con los blanquiazules ganó el ascenso a la Serie B, y en la temporada siguiente estuvo cerca del ascenso a la Serie A con el equipo toscano (Pisa fue eliminado por el Lecce en la semifinal del play-off).
En enero de 2009 fichó por el Perugia de la Primera División, con el que disputó 13 partidos y 2 goles en la primera temporada, y 18 en la segunda. Fue liberado tan pronto como el equipo de Umbría quebró y en julio de 2010 fichó por el Cosenza, continuando así jugando en la Primera División. En enero, sin embargo, fue vendido definitivamente al Pisa, equipo en el que ya había jugado de 2006 a 2009 y que ayudó a lograr la salvación en la Primera División, en la temporada siguiente permaneció en Pisa donde cerró el campeonato en 7º lugar y perdió la final de la Coppa Italia Lega Pro.
El 17 de julio de 2012 fichó por el Pontedera, recién ascendido a la Segunda División de la Lega Pro. El 19 de noviembre siguiente, después de hacer 5 apariciones en la liga con los Granata, decidió rescindir su contrato.
En definitiva, se desempeñaba como defensor central y jugó en equipos como Perugia y Pisa Calcio (donde fue capitán), entre otros. A lo largo de su carrera, enfrentó a jugadores del nivel de Ezequiel Lavezzi (Selección Argentina, Paolo Cannavaro, Víctor Obinna (Selección de Nigeria, ex Inter de Milán) y compartió planteles con Alessio Cerci (Selección de Italia, a Eros Pisano Palermo de Italia) e Ignacio Castillo (exdelantero de Fiorentina de Italia).
Se retiró del fútbol profesional en diciembre de 2012.

## Trayectoria en la dirección técnica
Luego de desempeñarse como asistente técnico Christian Lionel Díaz en la liga chilena, el 25 de junio de 2015 se convirtió en el nuevo entrenador del Sestri Levante. Termina séptimo en la Serie D de dicha temporada.
El 1 de julio de 2016 se hizo oficial como nuevo colaborador técnico del Torino. El 4 de enero de 2018 fue despedido junto con Siniša Mihajlović  y el resto del personal.
El 15 de julio de 2023 fue contratado por el Rimini, con el que firmó un contrato de un año. El 10 de octubre de 2023, con el equipo en el último lugar del Grupo B, rescindió su contrato de mutuo acuerdo

## Clubes

### Como futbolista
| Club                 | País                | Año                 | Partidos | Goles |
| -------------------- | ------------------- | ------------------- | -------- | ----- |
| Atlanta              | Argentina           | 1999-2000           | 27       | 1     |
| Deportivo Italchacao | Venezuela           | 2000-2001           | 13       | 1     |
| Casarano             | Italia              | 2001-2003           | 42       | 1     |
| Gallipoli            | Italia              | 2003-2006           | 81       | 0     |
| Pisa                 | Italia              | 2006-2009           | 75       | 4     |
| Perugia              | Italia              | 2009-2010           | 31       | 2     |
| Cosenza              | Italia              | 2010-2011           | 17       | 0     |
| Pisa                 | Italia              | 2011-2012           | 28       | 0     |
| Pontedera            | Italia              | 2012                | 5        | 0     |
| Total en su carrera  | Total en su carrera | Total en su carrera | 319      | 9     |

### Como asistente técnico
| Equipo                       | AT de:                   | Periodo                  |          |
| Equipo                       | AT de:                   | Periodo                  | Partidos |
| ---------------------------- | ------------------------ | ------------------------ | -------- |
| Deportes Iquique · Chile     | Christian Díaz           | 2013                     | 13       |
| Torino · Italia              | Siniša Mihajlović        | 2016-2018                | 64       |
| Bologna · Italia             | Siniša Mihajlović        | 2019-2022                | 142      |
| Selección absoluta · Uruguay | Diego Alonso             | 2022                     | 12       |
| Sevilla FC · España          | Diego Alonso             | 2023                     | 14       |
| Panathinaikos · Grecia       | Diego Alonso             | 2024                     | 17       |
| Total partidos asistidos     | Total partidos asistidos | Total partidos asistidos | 262      |

### Como entrenador
| Equipo                     | Desde               | Hasta                 | Estadística | Estadística | Estadística | Estadística | Estadística | Ref   |
| Equipo                     | Desde               | Hasta                 | PJ          | PG          | PE          | PP          | %           | Ref   |
| -------------------------- | ------------------- | --------------------- | ----------- | ----------- | ----------- | ----------- | ----------- | ----- |
| Sestri Levante · Italia    | 25 de junio de 2015 | 5 de junio de 2016    | 40          | 16          | 13          | 11          | 50.83%      | [ 5 ] |
| Rimini · Italia            | 15 de julio de 2023 | 10 de octubre de 2023 | 8           | 2           | 1           | 5           | 20.83%      | [ 8 ] |
| América de Cali · Colombia | 25 de junio de 2025 | Presente              | 11          | 4           | 2           | 5           | 42.42%      | [ 9 ] |
| Consolidado total          | Consolidado total   | Consolidado total     | 59          | 22          | 16          | 21          | 46.33%      |       |